# Givrins
Givrins – miejscowość i gmina (commune) w zachodniej Szwajcarii, w kantonie Vaud, w okręgu (district) Nyon.  

## Demografia
W Givrins mieszka 1021 osób. W 2021 roku 27,7% populacji gminy stanowiły osoby urodzone poza Szwajcarią.